# Cúp Algarve
Cúp Algarve (tiếng Anh: Algarve Cup) là một giải giao hữu bóng đá nữ quốc tế được tổ chức hàng năm bởi Liên đoàn bóng đá Bồ Đào Nha (FPF) tại vùng Algarve của Bồ Đào Nha kể từ năm 1994. Đây được coi là một trong những giải đấu uy tín và tồn tại lâu nhất của giới bóng đá nữ.
Hoa Kỳ là đội tuyển thành công nhất tại giải đấu với 10 chức vô địch kể từ năm 2000. Tiếp đến là Na Uy với 4 chức vô địch trong giai đoạn đầu của giải đấu. Thụy Điển và Đức cùng có 3 chức vô địch, còn Trung Quốc có 2 lần vô địch.
Giải được diễn ra đồng thời với Cúp Síp, một giải giao hữu bóng đá nữ quốc tế khác.

## Thể thức

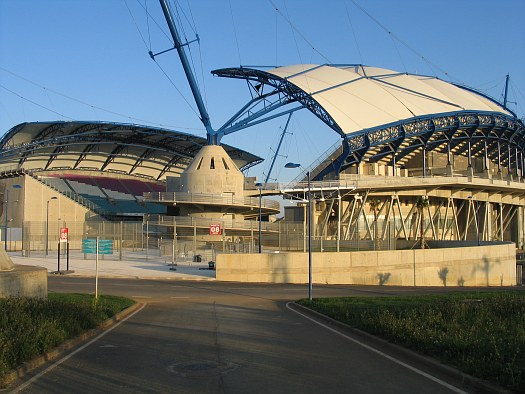
Sân vận động Algarve là một trong các sân vận động được sử dụng tại giải đấu.

Từ 2002 tới 2014 có 12 đội được mời tham dự giải, trong đó 8 đội hàng đầu tranh chức vô địch. Các đội được chia thành 3 bảng 4 đội — A, B và C. Bảng C được thêm vào từ năm 2002 để tạo cơ hội cho các đội trình độ thấp hơn cơ hội thi đấu ở trình độ cao. Các đội sẽ thi đấu vòng tròn một lượt với các đối thủ trong cùng bảng. Sau đó vòng phân hạng được diễn ra như sau:
- Vị trí thứ 11: Hai đội xếp cuối bảng C thi đấu với nhau.
- Vị trí thứ 9: Đội nhì bảng C thi đấu với đội xếp hạng thấp hơn trong hai đội xếp cuối bảng A và B.
- Vị trí thứ 7: Đội đầu bảng C thi đấu với đội xếp hạng cao hơn trong hai đội xếp cuối bảng A và B.
- Vị trí thứ 5: Hai đội xếp áp chót bảng A và B thi đấu với nhau.
- Vị trí thứ 3: Hai đội xếp nhì bảng A và B thi đấu với nhau.
- Vị trí thứ nhất: Hai đội xếp đầu bảng A và B thi đấu với nhau.

Vào năm 2015, các đội bảng C được quyền thi đấu trận chung kết diễn ra giữa hai đội đầu bảng xuất sắc nhất. Nếu các đội bằng điểm, các vị trí sẽ được xác định dựa trên các tiêu chí theo thứ tự ưu tiên sau:
1. Số điểm tại vòng bảng giữa các đội được đem so sánh
2. Hiệu số bàn thắng thua tại vòng bảng
3. Số bàn thắng tại vòng bảng
4. Xếp hạng fair play tại vòng bảng
5. Xếp hạng FIFA

Các trận phân hạng diễn ra như sau: 
- Trận tranh vị trí thứ 11: Đội xếp thứ 4 xuất sắc thứ 3 gặp Đội xếp thứ 4 xuất sắc thứ 2
- Trận tranh vị trí thứ 9: Đội xếp thứ 4 xuất sắc nhất gặp Đội xếp thứ 3 xuất sắc thứ 3
- Trận tranh vị trí thứ 7: Đội xếp thứ 3 xuất sắc thứ 2 gặp Đội xếp thứ 3 xuất sắc nhất
- Trận tranh vị trí thứ 5: Đội xếp thứ 2 xuất sắc thứ 3 gặp Đội xếp thứ 2 xuất sắc thứ 2
- Trận tranh vị trí thứ 3: Đội xếp thứ 2 xuất sắc nhất gặp Đội xếp thứ nhất xuất sắc thứ 3
- Trận chung kết: Đội xếp thứ nhất xuất sắc thứ 2 gặp Đội xếp thứ nhất xuất sắc nhất

## Kết quả
| Năm  |                                                                                           | Trận chung kết                                                                            | Trận chung kết                                                                            | Trận chung kết                                                                            |                                                                                           | Trận tranh giải ba                                                                        | Trận tranh giải ba | Trận tranh giải ba |
| Năm  | Vô địch                                                                                   | Tỉ số                                                                                     | Á quân                                                                                    | Hạng ba                                                                                   | Tỉ số                                                                                     | Hạng tư                                                                                   |                    |                    |
| 1994 | · Na Uy                                                                                   | 1–0                                                                                       | · Hoa Kỳ                                                                                  | · Thụy Điển                                                                               | 1–0                                                                                       | · Đan Mạch                                                                                |                    |                    |
| 1995 | · Thụy Điển                                                                               | 3–2 (s.h.p.)                                                                              | · Đan Mạch                                                                                | · Na Uy                                                                                   | 3–3 (s.h.p.) 4–2 (ph.đ)                                                                   | · Hoa Kỳ                                                                                  |                    |                    |
| 1996 | · Na Uy                                                                                   | 4–0                                                                                       | · Thụy Điển                                                                               | · Trung Quốc                                                                              | 2–1                                                                                       | · Đan Mạch                                                                                |                    |                    |
| 1997 | · Na Uy                                                                                   | 1–0                                                                                       | · Trung Quốc                                                                              | · Thụy Điển                                                                               | 0–0 6–5 (ph.đ)                                                                            | · Đan Mạch                                                                                |                    |                    |
| 1998 | · Na Uy                                                                                   | 4–1                                                                                       | · Đan Mạch                                                                                | · Hoa Kỳ                                                                                  | 3–1                                                                                       | · Thụy Điển                                                                               |                    |                    |
| 1999 | · Trung Quốc                                                                              | 2–1                                                                                       | · Hoa Kỳ                                                                                  | · Na Uy                                                                                   | 2–2 (s.h.p.) 4–1 (ph.đ)                                                                   | · Đan Mạch                                                                                |                    |                    |
| 2000 | · Hoa Kỳ                                                                                  | 1–0                                                                                       | · Na Uy                                                                                   | · Trung Quốc                                                                              | 1–0                                                                                       | · Thụy Điển                                                                               |                    |                    |
| 2001 | · Thụy Điển                                                                               | 3–0                                                                                       | · Đan Mạch                                                                                | · Trung Quốc                                                                              | 5–1                                                                                       | · Canada                                                                                  |                    |                    |
| 2002 | · Trung Quốc                                                                              | 1–0                                                                                       | · Na Uy                                                                                   | · Thụy Điển                                                                               | 2–1                                                                                       | · Đức                                                                                     |                    |                    |
| 2003 | · Hoa Kỳ                                                                                  | 2–0                                                                                       | · Trung Quốc                                                                              | · Na Uy                                                                                   | 1–0                                                                                       | · Pháp                                                                                    |                    |                    |
| 2004 | · Hoa Kỳ                                                                                  | 4–1                                                                                       | · Na Uy                                                                                   | · Pháp                                                                                    | 3–3 4–3 (ph.đ)                                                                            | · Ý                                                                                       |                    |                    |
| 2005 | · Hoa Kỳ                                                                                  | 1–0                                                                                       | · Đức                                                                                     | · Pháp                                                                                    | 3–2                                                                                       | · Thụy Điển                                                                               |                    |                    |
| 2006 | · Đức                                                                                     | 0–0 (s.h.p.) 4–3 (ph.đ)                                                                   | · Hoa Kỳ                                                                                  | · Thụy Điển                                                                               | 1–0                                                                                       | · Pháp                                                                                    |                    |                    |
| 2007 | · Hoa Kỳ                                                                                  | 2–0                                                                                       | · Đan Mạch                                                                                | · Thụy Điển                                                                               | 3–1                                                                                       | · Pháp                                                                                    |                    |                    |
| 2008 | · Hoa Kỳ                                                                                  | 2–1                                                                                       | · Đan Mạch                                                                                | · Na Uy                                                                                   | 2–0                                                                                       | · Đức                                                                                     |                    |                    |
| 2009 | · Thụy Điển                                                                               | 1–1 4–3 (ph.đ)                                                                            | · Hoa Kỳ                                                                                  | · Đan Mạch                                                                                | 1–0                                                                                       | · Đức                                                                                     |                    |                    |
| 2010 | · Hoa Kỳ                                                                                  | 3–2                                                                                       | · Đức                                                                                     | · Thụy Điển                                                                               | 2–0                                                                                       | · Trung Quốc                                                                              |                    |                    |
| 2011 | · Hoa Kỳ                                                                                  | 4–2                                                                                       | · Iceland                                                                                 | · Nhật Bản                                                                                | 2–1                                                                                       | · Thụy Điển                                                                               |                    |                    |
| 2012 | · Đức                                                                                     | 4–3                                                                                       | · Nhật Bản                                                                                | · Hoa Kỳ                                                                                  | 4–0                                                                                       | · Thụy Điển                                                                               |                    |                    |
| 2013 | · Hoa Kỳ                                                                                  | 2–0                                                                                       | · Đức                                                                                     | · Na Uy                                                                                   | 2–2 (s.h.p.) 3–2 (ph.đ)                                                                   | · Thụy Điển                                                                               |                    |                    |
| 2014 | · Đức                                                                                     | 3–0                                                                                       | · Nhật Bản                                                                                | · Iceland                                                                                 | 2–1                                                                                       | · Thụy Điển                                                                               |                    |                    |
| 2015 | · Hoa Kỳ                                                                                  | 2–0                                                                                       | · Pháp                                                                                    | · Đức                                                                                     | 2–1                                                                                       | · Thụy Điển                                                                               |                    |                    |
| 2016 | · Canada                                                                                  | 2–1                                                                                       | · Brasil                                                                                  | · Iceland                                                                                 | 1–1 (6–5 p)                                                                               | · New Zealand                                                                             |                    |                    |
| 2017 | · Tây Ban Nha                                                                             | 1–0                                                                                       | · Canada                                                                                  | · Đan Mạch                                                                                | 1–1 (4–1 p)                                                                               | · Úc                                                                                      |                    |                    |
| 2018 | Hà Lan và Thụy Điển Trận chung kết hoãn do trời mưa                                       | Hà Lan và Thụy Điển Trận chung kết hoãn do trời mưa                                       | Hà Lan và Thụy Điển Trận chung kết hoãn do trời mưa                                       | · Bồ Đào Nha                                                                              | 2–1                                                                                       | · Úc                                                                                      |                    |                    |
| 2019 | · Na Uy                                                                                   | 3–0                                                                                       | · Ba Lan                                                                                  | · Canada                                                                                  | 0–0 6–5 (ph.đ)                                                                            | · Thụy Điển                                                                               |                    |                    |
| 2020 | · Đức                                                                                     |                                                                                           | · Ý                                                                                       | · Na Uy                                                                                   |                                                                                           | · New Zealand                                                                             |                    |                    |
| 2021 | Bị hủy vì đại dịch COVID-19                                                               | Bị hủy vì đại dịch COVID-19                                                               | Bị hủy vì đại dịch COVID-19                                                               | Bị hủy vì đại dịch COVID-19                                                               | Bị hủy vì đại dịch COVID-19                                                               | Bị hủy vì đại dịch COVID-19                                                               |                    |                    |
| 2022 | · Thụy Điển                                                                               |                                                                                           | · Ý                                                                                       | · Na Uy                                                                                   |                                                                                           | · Bồ Đào Nha                                                                              |                    |                    |
| 2023 | Không được tổ chức do Bồ Đào Nha tham gia Vòng loại Giải vô địch bóng đá nữ thế giới 2023 | Không được tổ chức do Bồ Đào Nha tham gia Vòng loại Giải vô địch bóng đá nữ thế giới 2023 | Không được tổ chức do Bồ Đào Nha tham gia Vòng loại Giải vô địch bóng đá nữ thế giới 2023 | Không được tổ chức do Bồ Đào Nha tham gia Vòng loại Giải vô địch bóng đá nữ thế giới 2023 | Không được tổ chức do Bồ Đào Nha tham gia Vòng loại Giải vô địch bóng đá nữ thế giới 2023 | Không được tổ chức do Bồ Đào Nha tham gia Vòng loại Giải vô địch bóng đá nữ thế giới 2023 |                    |                    |

## Thành tích
| Đội         | Vô địch                                                         | Á quân                           | Hạng 3                                       | Hạng 4                                                   |
| ----------- | --------------------------------------------------------------- | -------------------------------- | -------------------------------------------- | -------------------------------------------------------- |
| Hoa Kỳ      | 10 (2000, 2003, 2004, 2005, 2007, 2008, 2010, 2011, 2013, 2015) | 4 (1994, 1999, 2006, 2009)       | 2 (1998, 2012)                               | 1 (1995)                                                 |
| Na Uy       | 5 (1994, 1996, 1997, 1998, 2019)                                | 3 (2000, 2002, 2004)             | 7 (1995, 1999, 2003, 2008, 2013, 2020, 2022) | –                                                        |
| Thụy Điển   | 5 (1995, 2001, 2009, 2018, 2022)                                | 1 (1996)                         | 6 (1994, 1997, 2002, 2006, 2007, 2010)       | 9 (1998, 2000, 2005, 2011, 2012, 2013, 2014, 2015, 2019) |
| Đức         | 4 (2006, 2012, 2014, 2020)                                      | 3 (2005, 2010, 2013)             | 1 (2015)                                     | 3 (2002, 2008, 2009)                                     |
| Trung Quốc  | 2 (1999, 2002)                                                  | 2 (1997, 2003)                   | 3 (1996, 2000, 2001)                         | 1 (2010)                                                 |
| Canada      | 1 (2016)                                                        | 1 (2017)                         | 1 (2019)                                     | 1 (2001)                                                 |
| Tây Ban Nha | 1 (2017)                                                        | –                                | –                                            | –                                                        |
| Hà Lan      | 1 (2018)                                                        | –                                | –                                            | –                                                        |
| Đan Mạch    | –                                                               | 5 (1995, 1998, 2001, 2007, 2008) | 2 (2009, 2017)                               | 4 (1994, 1996, 1997, 1999)                               |
| Nhật Bản    | –                                                               | 2 (2012, 2014)                   | 1 (2011)                                     | –                                                        |
| Pháp        | –                                                               | 1 (2015)                         | 2 (2004, 2005)                               | 3 (2003, 2006, 2007)                                     |
| Iceland     | –                                                               | 1 (2011)                         | 2 (2014, 2016)                               | –                                                        |
| Brasil      | –                                                               | 1 (2016)                         | –                                            | –                                                        |
| Ba Lan      | –                                                               | 1 (2019)                         | –                                            | –                                                        |
| Ý           | –                                                               | 2 (2020, 2022)                   | –                                            | 1 (2004)                                                 |
| New Zealand | –                                                               | –                                | –                                            | 2 (2016, 2020)                                           |
| Úc          | –                                                               | –                                | –                                            | 2 (2017, 2019)                                           |
| Bồ Đào Nha  | –                                                               | –                                | 1 (2018)                                     | 1 (2022)                                                 |

## Bảng huy chương
| Hạng                | Đoàn                | Vàng | Bạc | Đồng | Tổng số |
| ------------------- | ------------------- | ---- | --- | ---- | ------- |
| 1                   | Hoa Kỳ (USA)        | 10   | 4   | 2    | 16      |
| 2                   | Na Uy (NOR)         | 5    | 3   | 7    | 15      |
| 3                   | Thụy Điển (SWE)     | 5    | 1   | 6    | 12      |
| 4                   | Đức (GER)           | 4    | 3   | 1    | 8       |
| 5                   | Trung Quốc (CHN)    | 2    | 2   | 3    | 7       |
| 6                   | Canada (CAN)        | 1    | 1   | 1    | 3       |
| 7                   | Hà Lan (NED)        | 1    | 0   | 0    | 1       |
| 7                   | Tây Ban Nha (ESP)   | 1    | 0   | 0    | 1       |
| 9                   | Đan Mạch (DEN)      | 0    | 5   | 2    | 7       |
| 10                  | Nhật Bản (JPN)      | 0    | 2   | 1    | 3       |
| 11                  | Ý (ITA)             | 0    | 2   | 0    | 2       |
| 12                  | Iceland (ISL)       | 0    | 1   | 2    | 3       |
| 12                  | Pháp (FRA)          | 0    | 1   | 2    | 3       |
| 14                  | Ba Lan (POL)        | 0    | 1   | 0    | 1       |
| 14                  | Brasil (BRA)        | 0    | 1   | 0    | 1       |
| 16                  | Bồ Đào Nha (POR)    | 0    | 0   | 1    | 1       |
| Tổng số (16 đơn vị) | Tổng số (16 đơn vị) | 29   | 27  | 28   | 84      |

- Share gold in 2018 Algarve Cup.

## Các đội từng tham dự
| Đội tuyển         | 94 | 95 | 96 | 97 | 98 | 99 | 00 | 01 | 02  | 03  | 04  | 05  | 06  | 07  | 08  | 09  | 10  | 11  | 12  | 13  | 14  | 15  | 16 | 17  | 18  | 19  | 20 |  |
| ----------------- | -- | -- | -- | -- | -- | -- | -- | -- | --- | --- | --- | --- | --- | --- | --- | --- | --- | --- | --- | --- | --- | --- | -- | --- | --- | --- | -- |  |
| Úc                | –  | –  | –  | –  | –  | H5 | –  | –  | –   | –   | –   | –   | –   | –   | –   | –   | –   | –   | –   | –   | –   | –   | –  | H4  | H4  | –   | –  |  |
| Áo                | –  | –  | –  | –  | –  | –  | –  | –  | –   | –   | –   | –   | –   | –   | –   | H10 | H11 | –   | –   | –   | H11 | –   | –  | –   | –   | –   | –  |  |
| Bỉ                | –  | –  | –  | –  | –  | –  | –  | –  | –   | –   | –   | –   | –   | –   | –   | –   | –   | –   | –   | –   | –   | –   | H5 | –   | –   | –   | Q  |  |
| Brasil            | –  | –  | –  | –  | –  | –  | –  | –  | –   | –   | –   | –   | –   | –   | –   | –   | –   | –   | –   | –   | –   | H7  | H2 | –   | H5  | H3  | –  |  |
| Canada            | –  | –  | –  | –  | –  | –  | H5 | H4 | H8  | H7  | –   | –   | –   | –   | –   | –   | –   | –   | –   | –   | –   | –   | H1 | H2  | –   | –   | –  |  |
| Chile             | –  | –  | –  | –  | –  | –  | –  | –  | –   | –   | –   | –   | –   | –   | –   | –   | –   | H11 | –   | –   | –   | –   | –  | –   | –   | –   | –  |  |
| Trung Quốc        | –  | –  | H3 | H2 | H5 | H1 | H3 | H3 | H1  | H2  | H6  | H7  | H6  | H10 | H9  | H5  | H4  | H7  | H9  | H6  | H5  | H12 | –  | H10 | H11 | H12 | –  |  |
| Đan Mạch          | H4 | H2 | H4 | H4 | H2 | H4 | H6 | H2 | H6  | H9  | H7  | H6  | H9  | H2  | H2  | H3  | H5  | H6  | H5  | H7  | H6  | H6  | H7 | H3  | H10 | H6  | Q  |  |
| Anh               | –  | –  | –  | –  | –  | –  | –  | –  | H9  | –   | –   | H8  | –   | –   | –   | –   | –   | –   | –   | –   | –   | –   | –  | –   | –   | –   | –  |  |
| Quần đảo Faroe    | –  | –  | –  | –  | –  | –  | –  | –  | –   | –   | –   | –   | –   | –   | –   | –   | H12 | –   | –   | –   | –   | –   | –  | –   | –   | –   | –  |  |
| Phần Lan          | H6 | H5 | H8 | H6 | H8 | H8 | H7 | H7 | H7  | H6  | H9  | H10 | H7  | H6  | H8  | H7  | H8  | H10 | –   | –   | –   | –   | –  | –   | –   | –   | –  |  |
| Pháp              | –  | –  | –  | –  | –  | –  | –  | –  | –   | H4  | H3  | H3  | H4  | H4  | –   | –   | –   | –   | –   | –   | –   | H2  | –  | –   | –   | –   | –  |  |
| Đức               | –  | –  | –  | –  | –  | –  | –  | –  | H4  | –   | –   | H2  | H1  | H8  | H4  | H4  | H2  | –   | H1  | H2  | H1  | H3  | –  | –   | –   | –   | Q  |  |
| Hy Lạp            | –  | –  | –  | –  | –  | –  | –  | –  | –   | H8  | H11 | –   | –   | –   | –   | –   | –   | –   | –   | –   | –   | –   | –  | –   | –   | –   | –  |  |
| Hungary           | –  | –  | –  | –  | –  | –  | –  | –  | –   | –   | –   | –   | –   | –   | –   | –   | –   | –   | H12 | H10 | –   | –   | –  | –   | –   | –   | –  |  |
| Iceland           | –  | –  | H6 | H7 | –  | –  | –  | –  | –   | –   | –   | –   | –   | H9  | H7  | H6  | H9  | H2  | H6  | H9  | H3  | H10 | H3 | H9  | H9  | H9  | –  |  |
| Cộng hòa Ireland  | –  | –  | –  | –  | –  | –  | –  | –  | –   | H11 | –   | –   | H10 | H11 | H12 | –   | –   | –   | H11 | –   | –   | –   | –  | –   | –   | –   | –  |  |
| Ý                 | –  | H7 | –  | –  | –  | –  | –  | –  | –   | –   | H4  | –   | –   | H7  | H6  | –   | –   | –   | –   | –   | –   | –   | –  | H6  | –   | –   | Q  |  |
| Nhật Bản          | –  | –  | –  | –  | –  | –  | –  | –  | –   | –   | –   | –   | –   | –   | –   | –   | –   | H3  | H2  | H5  | H2  | H9  | –  | –   | H6  | –   | –  |  |
| México            | –  | –  | –  | –  | –  | –  | –  | –  | –   | –   | –   | H9  | H8  | –   | –   | –   | –   | –   | –   | H8  | –   | –   | –  | –   | –   | –   | –  |  |
| Hà Lan            | –  | H6 | –  | H5 | H6 | –  | –  | –  | –   | –   | –   | –   | –   | –   | –   | –   | –   | –   | –   | –   | –   | –   | –  | H5  | H1  | H11 | –  |  |
| CHDCND Triều Tiên | –  | –  | –  | –  | –  | –  | –  | –  | –   | –   | –   | –   | –   | –   | –   | –   | –   | –   | –   | –   | H8  | –   | –  | –   | –   | –   | –  |  |
| New Zealand       | –  | –  | –  | –  | –  | –  | –  | –  | –   | –   | –   | –   | –   | –   | –   | –   | –   | –   | –   | –   | –   | –   | H4 | –   | –   | –   | Q  |  |
| Bắc Ireland       | –  | –  | –  | –  | –  | –  | –  | –  | –   | –   | H12 | H12 | Bỏ  | –   | –   | –   | –   | –   | –   | –   | –   | –   | –  | –   | –   | –   | –  |  |
| Na Uy             | H1 | H3 | H1 | H1 | H1 | H3 | H2 | H5 | H2  | H3  | H2  | H5  | H5  | H5  | H3  | H9  | H6  | H5  | H7  | H3  | H10 | H5  | –  | H11 | H7  | H1  | Q  |  |
| Ba Lan            | –  | –  | –  | –  | –  | –  | –  | –  | –   | –   | –   | –   | –   | –   | H11 | H11 | –   | –   | –   | –   | –   | –   | –  | –   | –   | H2  | –  |  |
| Bồ Đào Nha        | H5 | H8 | H7 | H8 | H7 | H7 | H8 | H8 | H11 | H10 | H8  | H11 | H11 | H12 | H10 | H8  | H10 | H9  | H10 | H11 | H12 | H11 | H8 | H12 | H3  | –   | Q  |  |
| România           | –  | –  | –  | –  | –  | –  | –  | –  | –   | –   | –   | –   | –   | –   | –   | –   | H7  | H12 | –   | –   | –   | –   | –  | –   | –   | –   | –  |  |
| Nga               | –  | –  | H5 | –  | –  | –  | –  | –  | –   | –   | –   | –   | –   | –   | –   | –   | –   | –   | –   | –   | H9  | –   | H6 | H8  | H12 | H10 | –  |  |
| Scotland          | –  | –  | –  | –  | –  | –  | –  | –  | H10 | –   | –   | –   | –   | –   | –   | –   | –   | –   | –   | –   | –   | –   | –  | –   | –   | H5  | –  |  |
| Hàn Quốc          | –  | –  | –  | –  | –  | –  | –  | –  | –   | –   | –   | –   | –   | –   | –   | –   | –   | –   | –   | –   | –   | –   | –  | –   | H7  | –   | –  |  |
| Tây Ban Nha       | –  | –  | –  | –  | –  | –  | –  | –  | –   | –   | –   | –   | –   | –   | –   | –   | –   | –   | –   | –   | –   | –   | –  | H1  | –   | H7  | –  |  |
| Thụy Điển         | H3 | H1 | H2 | H3 | H4 | H6 | H4 | H1 | H3  | H5  | H5  | H4  | H3  | H3  | H5  | H1  | H3  | H4  | H4  | H4  | H4  | H4  | –  | H7  | H1  | H4  | Q  |  |
| Thụy Sĩ           | –  | –  | –  | –  | –  | –  | –  | –  | –   | –   | –   | –   | –   | –   | –   | –   | –   | –   | –   | –   | –   | H8  | –  | –   | –   | H8  | –  |  |
| Hoa Kỳ            | H2 | H4 | –  | –  | H3 | H2 | H1 | H6 | H5  | H1  | H1  | H1  | H2  | H1  | H1  | H2  | H1  | H1  | H3  | H1  | H7  | H1  | –  | –   | –   | –   | –  |  |
| Wales             | –  | –  | –  | –  | –  | –  | –  | –  | H12 | H12 | H10 | –   | –   | –   | –   | H12 | –   | H8  | H8  | H12 | –   | –   | –  | –   | –   | –   | –  |  |

## Vua phá lưới
| Năm  | Tên                                                                           | Số bàn thắng |
| ---- | ----------------------------------------------------------------------------- | ------------ |
| 1994 | Ann Kristin Aarønes                                                           | 5            |
| 1995 | Helle Jensen                                                                  | 6            |
| 1996 | Marianne Pettersen Malin Andersson                                            | 5            |
| 1997 | Marianne Pettersen                                                            | 4            |
| 1998 | Miranda Noom                                                                  | 4            |
| 1999 | Tiffeny Milbrett                                                              | 4            |
| 2000 | Dagny Mellgren                                                                | 4            |
| 2001 | Hanna Ljungberg                                                               | 6            |
| 2002 | Shannon MacMillan                                                             | 7            |
| 2003 | Hanna Ljungberg                                                               | 4            |
| 2004 | Abby Wambach                                                                  | 5            |
| 2005 | Christie Welsh                                                                | 5            |
| 2006 | Cathrine Sørensen Hàn Đoan Victoria Svensson                                  | 3            |
| 2007 | Carli Lloyd                                                                   | 4            |
| 2008 | Margrét Viðarsdóttir                                                          | 6            |
| 2009 | Jayne Ludlow Kerstin Garefrekes Lotta Schelin                                 | 3            |
| 2010 | Inka Grings                                                                   | 7            |
| 2011 | Alex Morgan Carla Couto Edite Fernandes Jessica Fishlock Margrét Viðarsdóttir | 3            |
| 2012 | Célia Okoyino da Mbabi                                                        | 6            |
| 2013 | Kosovare Asllani Alex Morgan                                                  | 3            |
| 2014 | Dzsenifer Marozsán                                                            | 4            |
| 2015 | Sofia Jakobsson                                                               | 4            |
| 2016 | Janice Cayman                                                                 | 4            |
| 2017 | Pernille Harder Yukoyama Kumi                                                 | 4            |
| 2018 | Christine Sinclair, Lieke Martens, Fridolina Rolfö                            | 3            |
| 2019 | Jennifer Hermoso Mimmi Larsson                                                | 3            |

## Giải thưởng
| Năm  | Cầu thủ xuất sắc nhất     | Thủ môn xuất sắc nhất | Đội bóng Fair Play |
| ---- | ------------------------- | --------------------- | ------------------ |
| 1994 | Ann Kristin Aarønes       |                       |                    |
| 1995 | Helle Jensen              | Elisabeth Leidinge    | Thụy Điển          |
| 1996 | Hege Riise                | Svetlana Petko        | Na Uy              |
| 1997 | Marianne Pettersen        | Bente Nordby          | Thụy Điển          |
| 1998 | Marianne Pettersen        | Bente Nordby          | Hoa Kỳ             |
| 1999 | Tiffeny Milbrett          | Ulrika Karlsson       | Na Uy              |
| 2000 | Dagny Mellgren            | Bente Nordby          | Phần Lan           |
| 2001 | Hanna Ljungberg           | Hàn Văn Hà            | Đan Mạch           |
| 2002 | Bạch Cát                  | Silke Rottenberg      | Đức                |
| 2003 | Lưu Anh                   | Astrid Johannessen    | Thụy Điển          |
| 2004 | Shannon Boxx              | Sofia Lundgren        | Hy Lạp             |
| 2005 | Birgit Prinz              | Bente Nordby          | Trung Quốc         |
| 2006 | Shannon Boxx              | Hope Solo             | Phần Lan           |
| 2007 | Carli Lloyd               | Caroline Jönsson      | Phần Lan           |
| 2008 | Margrét Lára Viðarsdóttir |                       | Đan Mạch           |
| 2009 | Hope Solo                 |                       | Đức                |
| 2010 | Inka Grings               |                       | Đức                |
| 2011 | Sawa Homare               |                       | Chile              |
| 2012 | Miyama Aya                |                       | Thụy Điển          |
| 2013 | Megan Rapinoe             |                       | Nhật Bản           |
| 2014 | Dzsenifer Marozsán        |                       | Nhật Bản           |
| 2015 | Eugénie Le Sommer         |                       | Bồ Đào Nha         |
| 2016 | Kadeisha Buchanan         |                       | Đan Mạch           |
| 2017 | Irene Paredes             |                       | Nhật Bản           |
| 2018 | Cláudia Neto              |                       |                    |
| 2019 |                           |                       |                    |